# Чесновка (Хмельницкий район)
Чесновка (укр. Чеснівка) — село на Украине, находится в Хмельницком районе Винницкой области.
Код КОАТУУ — 0524884003. Население по переписи 2001 года составляет 283 человека. Почтовый индекс — 22020. Телефонный код — 4338.
Занимает площадь 1 км².

## Адрес местного совета
22020, Винницкая область, Хмельницкий р-н, с. Лип ´ятин, ул. Ленина, 5